# Din tid kommer
"Din tid kommer" är en låt av den svenska sångaren Håkan Hellström, utgiven på singel den 2 april 2016. Låten släpptes även på EP:n 1974 den 29 april 2016 samt på albumet Du gamla du fria den 26 augusti 2016. Den är skriven av Hellström tillsammans med Björn Olsson, och producerad av Hellström, Olsson och Charles Storm.
Singeln nådde som bäst femte plats på Sverigetopplistan. Två officiella remixer har gjorts av Quant och Otto Knows.

## Mottagande

### Kritikernas respons
Johan Lindqvist på Göteborgs-Posten skrev att låten är "en given öppningslåt i sommar. Med sina rullande, drivande och maffigt, klatschande trummor, sitt långa sugande intro och en första vers som lär skapa en öronbedövande allsång övertygar den redan vi inledande lyssningarna." I en recension för Expressen menade Anders Nunstedt att "Det är ett ganska vågat, oväntat och inte särskilt insmickrande drag från landets store rockpoet. Hellström hade ju kunnat smälla iväg en poprökare som 'Det kommer aldrig va över för mig', för att vara på den säkra sidan. I stället skruvar han ner intensiteten och vågar vara både suggestiv, mäktig och mörk."

### Listframgångar
"Din tid kommer" gick in på femte plats på Sverigetopplistan den 8 april 2016.

## Låtlista
Digital nedladdning
1. "Din tid kommer" – 5:09

Digital nedladdning (Quant Remix)
1. "Din tid kommer" (Quant Remix) – 4:02

Digital nedladdning (Otto Knows Remix)
1. "Din tid kommer" (Otto Knows Remix) – 4:46

## Listplaceringar
| Lista (2016)                | Högsta placering |
| --------------------------- | ---------------- |
| Sverige (Sverigetopplistan) | 5                |
| Svensktoppen                | 10               |